# Lenguas de Espíritu Santo occidental
Las lenguas de Espíritu Santo occidental son un subgrupo de las lenguas del noreste de Vanuatu e isla Banks. Agrupa a veinticuatro lenguas, habladas en Isla Espíritu Santo en Vanuatu.

## Componentes
- Akei
- Araki
- Amblong
- Aore
- Fortsenal
- Merei
- Mafea
- Malo
- Morouas
- Narango
- Navut
- Nokuku
- Piamatsina
- Roria
- Tambotalo
- Tangoa
- Tiale
- Tolomako
- Tutuba
- Tasmate
- Valpei
- Vunapu
- Wailapa
- Wusi

- Datos: Q2841992